# 欧州連合のナンバープレート
欧州連合のナンバープレート（おうしゅうれんごうのナンバープレート）では、欧州連合（EU）域内での自動車ナンバープレートについて説明する。
EU諸国の多くが採用している共有形式ナンバープレートは、寸法が縦横でおよそ110mm×520mm程度（縦横比およそ1:5）のものであり、左端には「ユーロバンド」という40mm幅の青帯が入る。素材は金属のほか、薄型でバンパーやボンネットの湾曲にあわせて装着できるプラスチック製の導入も進んでいる。

## 概要

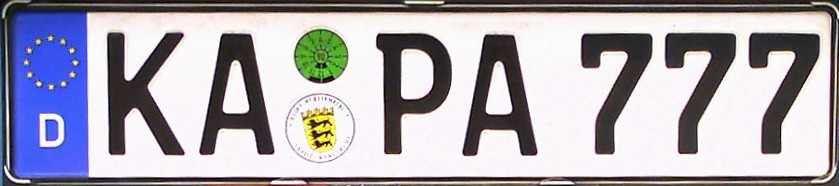
ドイツのナンバープレート。KAは登録地がカールスルーエであることを示す

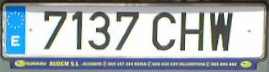
スペインのナンバープレート

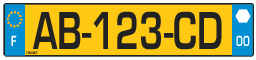
2008年に提案されたフランスの新表記方式プロトタイプ（車体後部用）。2017年現在は前後共に白色であるが黄色もかなりの台数が残っている。

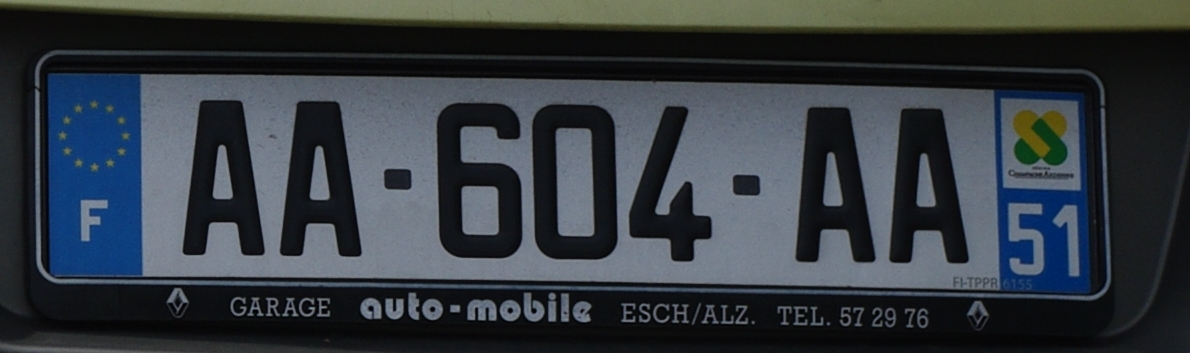
2009年以降のフランスのナンバープレート。右端の「51」の数字はマルヌ県を示す。

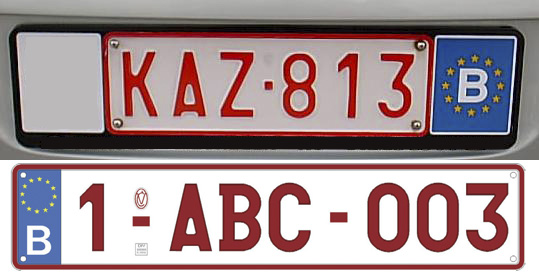
ベルギーの新旧ナンバープレート。旧型プレート（画像上）中央の赤枠に囲まれた部分がナンバープレート。左側には広告がみられる。

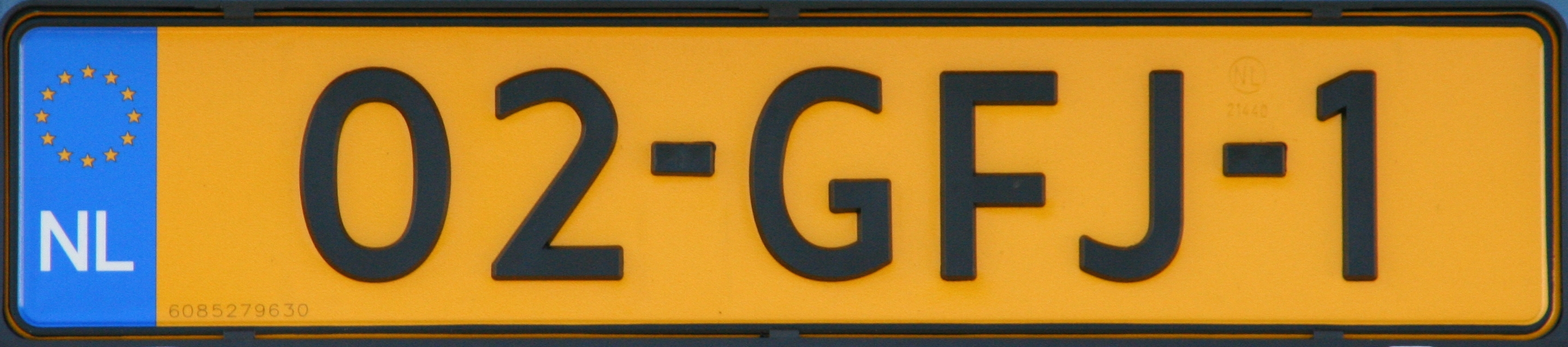
オランダのナンバープレート (2008年時点) 。

EU諸国のナンバープレートでは、数字とアルファベットの組み合わせによって、車両が登録された国や地域のデータベースでの個体識別がなされている。欧州連合におけるナンバープレートは一定の形式を共有している（「ユーロプレート」と呼ばれる）が、それらの発行は加盟国や地域が独自に行っている。
この共有形式は1998年に定められたものであり、アイルランドでは1991年、ポルトガルでは1992年、ドイツでは1994年から、それぞれ試験導入されていた。
共通形式のナンバープレートの装着は、イギリス（EU離脱）、スウェーデン、フィンランド、デンマーク、キプロスにおいては選択制である。横幅が短い小型のプレートの使用を継続してきたベルギーでは、2010年11月に導入された。
- ユーロプレートは横長であり、白地か黄色地に黒色の文字の組み合わせである。黄色のプレートは、オランダとルクセンブルクで採用されている。イギリスでは、フロントのプレートが白色、リアのプレートが黄色となる。イギリスのプレートはすべてプラスチック製である。アイルランド、フランス、ドイツ[5]では、鉄製とプラスチック製のどちらかが選択できる。黄色いプレートは、デンマークでは商用車、ギリシアではタクシー用である。ベルギーのプレートの文字は赤色である。ノルウェーでは、フロントシートのみの貨物車は、緑地に黒文字のプレートとなる。デンマークのプレートでは、青色のEUストライプの右側にホログラフの帯が入っている。
- 共通デザインのものでは、プレートの左端に青色の帯が入っている。この帯には欧州旗（青地に円形に並んだ12の黄色星）[注 1]と車両登録地の自動車用の国際識別記号が記される。

自動車が自国外を走行する場合には、リアに楕円形の国際識別記号を表示することが道路交通に関する条約（ジュネーヴ交通条約・ウィーン交通条約）で義務付けられているが、国際識別記号の表示が含まれるユーロプレートの導入によって、自国外・EU域内における国際識別記号の表示は不必要となった。
日本では形も色も違う「外-○○○○」という外交団のナンバープレートは、ここでは一般車と形は同じで先頭2文字がCD（外交団を示すフランス語、Corps diplomatiqueの略）となる。

## 国家間で共通する文字・数字表示法
他の国が使用している登録番号との重複がないように配慮が行われているものの、重複が完全に避けられているわけではなく、時として駐車違反や自動カメラによるスピード違反の取り締まりにおいて問題を生じている。
- スウェーデン、エストニア、フィンランド、ハンガリー、リトアニア、マルタ、キプロスでは、アルファベット3文字＋数字3文字（例：ABC-123）。
- ノルウェー（EU未加盟）、デンマークでは、アルファベット2文字＋数字5文字（例：AB 12345）。両者の見た目は非常に似ているが、デンマークのプレートには赤い縁取りがある。
- オランダ、ポルトガルでは、2文字（アルファベット、もしくは数字）×3群の表示：「AB-12-CD」、「12-34-AB」、「12-AB-34」、「AB-12-CD」など。ただし、オランダのプレートは黄色地（タクシー用のみ青地）であり、ポルトガルのものは白地である。オランダでは、幾つかの不適切な組み合わせ、すなわちナチスを連想させる「SS」や「SD」などが欠番となっているほか、「AA」は王室専用として確保されている。オランダでは上記の組み合わせが2008年に満杯となり、新規登録車の番号は2数字-3文字-1数字の組み合わせ（例：12-ABC-3）に移行した。
- 現在のイギリス、及びルーマニアの大部分の地域（首都ブカレスト以外）では、「AB12 CDE」のようなパターンの表示が採用されている。両者はフォントやスペースのスタイルが異なり、またイギリスではリアのプレートが黄色地である。
- フランスとイタリアでは、同配色のプレートに、同じアルファベット2文字＋数字3文字＋アルファベット2文字の組み合わせが採用されている。フランスでは数字の前後にハイフンを入れるのに対し（例：「AB-123-CD」）、イタリアではハイフンが無く、数字の前に小さく簡略化した国章を配する（例：「AB・123CD」「・」の部分が国章に相当する）。この二国は隣接し、それぞれの交通の往来が盛んであることから、混同による混乱のリスクが最も高い。

## 国家それぞれの文字・数字表示法
それぞれの欧州諸国においては、それぞれ独自の表示法やフォントが使用されている。
- 大部分の国（オーストリア、ブルガリア、チェコ、エストニア、ドイツ、ギリシア、アイルランド、マケドニア、ノルウェー、ポーランド、ルーマニア、スロバキア、スロベニアなど）の表示には、ナンバープレートの登録地が反映されている。（例：ドイツにおける「B」→ベルリン、「M」→ミュンヘン。ギリシアにおける「AX」→アカイア、「KY」→ケルキラ島など）
- 幾つかの国（オーストリア、ドイツ、スロベニア、EU未加盟のスイスなど）のプレートには、登録地の州や市の紋章も示される。
- イギリスでは、ある車両が初めに登録された場所と日時に基づく表示法が採用されている。登録時期の表記は何回か変更を受けたが、2000年以降は、半年毎に数字が替わる（例：「AB00 CDE」 の 「00」 の部分。00→50→01→51→ と変化）表記システムを採用している。
- アイルランドでは、1987年以降、西暦下二桁・地域略号・通し番号をハイフンでつなげた表記（例：「87-D-12345」。「D」は首都ダブリンの表記）を採用し、プレートの上部中央にはそれぞれの地域のゲール語名が小さく付記されている（ダブリンの場合は"BAILE ÁTHA CLIATH"）。1986年までは、当時のイギリスと地域表記方式が共通（現在の北アイルランドが採用中）していた。
- ベルギー、デンマーク、フィンランド、ハンガリー、イタリア、ラトビア、ルクセンブルク、オランダ、ポルトガル、スウェーデン、マルタ、キプロス、EU未加盟のボスニア・ヘルツェゴビナでは、地域が示されない表示法となっている。オランダやベルギー、デンマークは、1960年代から国の中央集計による発番方式を採用していた。過去に内戦を経験したボスニア・ヘルツェゴビナの場合は、地域名表記によって深刻な民族対立の再発を防ぐ意図もある。
- スペインでは2000年9月以降、地域コードの表示が廃止された。それ以前に登録されたプレートには、プレート左端に「B」→バルセロナ、「M」→マドリード、「GI（かつてはGE）」→ジローナ、「Z」→サラゴサのような地域コードが見られる。
- 1999年以降のイタリアのプレートには、両端に青色の帯が入っている。右端の帯には、上部の丸の中に登録年（西暦下2桁。例：「99」「05」「08」など）と、その下に2文字の地域コード（例：「MO」→モデナ）が記される。
- フランスは2009年、イタリア同様の両端に青帯のある形式を採用した。右端の帯には各県毎のロゴと、その下に行政区分を示す2桁数字（例：マルセイユ→13、パリ→75）が記される。
- ベルギーは2010年11月から、前述の小型プレートに替えて、標準ユーロプレートサイズを採用した総7文字（例：1-ABC-123）のデザインに移行した。
- アルバニアも2011年春から、これら仏伊両国に酷似したデザインの形式に移行したが、現時点で地域略号は表示されていない。
- ドイツ（全土の州）では下5桁の英字と数字を自由に決められるが、NS（ナチズム、Nationalsozialismus）、KZ（強制収容所、Konzentrationslager）、HJ（ヒトラーユーゲント、Hitlerjugend）、SS（親衛隊、Schutzstaffel）などナチス関連の略称を暗喩するものは禁止されている[6]。
- オーストリアでは2015年から1と8、19が欠番に決まった。アルファベットに置き換えるとそれぞれA・H・Sでアドルフ・ヒトラーやジークハイル、親衛隊の略称を暗喩出来るため。

## 一覧
| 加盟国         | 略称 | 例 |
| -------------- | ---- | -- |
| オーストリア   | A    |    |
| ベルギー       | B    |    |
| ブルガリア     | BG   |    |
| クロアチア     | HR   |    |
| キプロス       | CY   |    |
| チェコ         | CZ   |    |
| デンマーク     | DK   |    |
| エストニア     | EST  |    |
| フィンランド   | FIN  |    |
| フランス       | F    |    |
| ドイツ         | D    |    |
| ジブラルタル   | GBZ  |    |
| ギリシャ       | GR   |    |
| ハンガリー     | H    |    |
| アイルランド   | IRL  |    |
| イタリア       | I    |    |
| ラトビア       | LV   |    |
| リトアニア     | LT   |    |
| ルクセンブルク | L    |    |
| マルタ         | M    |    |
| オランダ       | NL   |    |
| ポーランド     | PL   |    |
| ポルトガル     | P    |    |
| ルーマニア     | RO   |    |
| スロバキア     | SK   |    |
| スロベニア     | SLO  |    |
| スペイン       | E    |    |
| スウェーデン   | S    |    |

## オートバイのナンバープレート
| 加盟国       | 略称 | 例 |
| ------------ | ---- | -- |
| フランス     | F    |    |
| ドイツ       | D    |    |
| イタリア     | I    |    |
| ラトビア     | LV   |    |
| マルタ       | M    |    |
| ポーランド   | PL   |    |
| スペイン     | E    |    |
| スウェーデン | S    |    |